# 豊富村 (千葉県)
豊富村（とよとみむら）は、千葉県千葉郡にかつて存在した村である。1954年（昭和29年）4月1日に船橋市へ編入され廃止された。
現在の船橋市北部地域に当たる（地域「豊富町」が現存する）。

## 概要
1889年（明治22年）に楠ヶ山村、大穴村、坪井村、古和釜村、金堀村、神保新田、八木ヶ谷村、大神保村、小室村、小野田村、車方村、行々林村の12村が合併して誕生したが、神保内で金堀台を1つに数え、十余り3地区の意味で「豊富」の字を当てたといわれている。豊富村内では、印旛郡白井村（白井町を経て現在の白井市）や千葉郡八千代町（現・八千代市）との合併を望む声があったが、1954年（昭和29年）に船橋市に編入された。

## 歴史

### 年表
- 1889年（明治22年） 楠ヶ山村、大穴村、坪井村、古和釜村、金堀村、八木ヶ谷村、大神保村、小室村、小野田村、車方村、行々林村および神保新田の大部分（現・八千代市島田台を除く。1955年に中心部が豊富町と神保町に、残部が大神保町・小室町・小野田町・車方町に編入）が合併し、豊富村が誕生。将来が豊かに富み栄えるように、という意義を含んだ一種の瑞祥地名[1][注釈 1]。
- 1940年（昭和15年） 隣組強化法によって部落会・隣組などが組織された。
- 1954年（昭和29年） 船橋市に吸収合併。村制が廃止され、現在の船橋市豊富町となる。

## 地域

### 概説
千葉郡の中でも北部に位置し、白井など印旛郡地域との関係も深かった。なお、小室や鈴身のように豊富村の各村落は、古くから成立した集落がほとんどで、自立した村社会を形成している場合が多かった。
- 小室村
- 小野田村
- 車方村
- 行々林村
- 神保新田
- 大神保村
- 八木が谷村
- 楠ヶ山村
- 金堀村
- 大穴村
- 古和釜村
- 坪井村

## 人物

### 歴代村長
歴代村長
- 初代 豊田三郎 - 明治22年〜明治23年4月
- 第2代 積田佐左衛門 - 明治23年5月〜明治26年9月（小野田）
- 第3代 斎藤信三郎 - 明治26年10月〜明治26年11月（大穴）
- 第4代 木村要助 - 明治26年12月〜明治29年11月（神保新田）
- 第5代 角瀬善之助 - 明治29年12月〜明治34年4月
- 第6代 白井園五郎 - 明治34年5月〜明治35年8月（神保新田）
- 第7代 飯島頼之助 - 明治35年8月〜昭和39年5月（金堀）
- 第8代 積田佐左衛門 - 明治39年6月〜明治44年6月（小野田）
- 第9代 泉對妻次郎 - 明治44年8月〜大正4年8月
- 第10代 飯島頼之助 - 大正4年8月〜大正4年11月
- 第11代 斎藤九助 - 大正4年12月〜大正5年2月
- 第12代 吉橋富蔵 - 大正5年3月〜大正7年1月
- 第13代 田口政治郎 - 大正11年5月〜大正12年4月
- 第14代 斎藤九助 - 昭和2年8月〜昭和6年8月
- 第15代 田口政治郎 - 昭和6年10月〜昭和8年1月
- 第16代 藤代清郎 - 昭和8年7月〜（古和釜）
- 第?代 湯浅良輔 - （車方）

### 歴代助役
- 矢橋俊一
- 斎藤脩一

### 著名な出身者
- 藤代七郎（元船橋市長）
- 藤代孝七（元船橋市長）

## 村内の主な組織
- 豊富村消防組
- 豊富村青年団
- 豊富村女子青年団
- 豊富村在郷軍人分会
- 豊富村農会
- 赤十字社豊富村分区
- 愛国婦人会豊富村分会
- 軍人後援会豊富村分会

## 交通

### 鉄道
中心となる駅
- 中心となる鉄道はなく、中心となる駅は存在しない。鉄道を利用する場合には、省線津田沼駅か船橋駅を利用していた。病院等は津田沼周辺を利用[要出典]。
- なお、現在は旧豊富村域北部に北総鉄道北総線小室駅が、南部に東葉高速鉄道東葉高速線船橋日大前駅があるが、豊富村時代にはいずれも駅・路線とも未開業。

軍用鉄道 - 1945年廃線
- 鉄道第2連隊練習路線（千葉- 津田沼 - 習志野原・松戸） - 南部（現在の船橋市高根台付近）で一部の土地が接する。

### 道路
- 主な道
  - 小室道（こむろみち）
  - 八木ヶ谷道（やぎがやみち）

戦前までの街道交通の主は、馬か徒歩、人力車、自転車（自動自転車も含む）が主で、物資輸送の場合は、荷馬車や牛車、大八車が使用された。道は狭く、舗装もほとんどされていなかった。

## 村内の主な施設・機関

### 村の施設
- 豊富村役場（神保新田）

### 国の施設
- 陸軍習志野錬兵場

### 治安施設
警察署及び分署はなく、大和田分署、二宮分署の管轄を経て船橋警察署の管轄となり、駐在1名が派遣されていた。

### 教育施設
昭和29年2月調査
- 豊富村立豊富尋常小学校（現・船橋市立豊富小学校）
- 豊富村立豊富中学校（現・船橋市立豊富中学校）

### 宗教施設
- 神社
  - 白幡神社（大神保）
  - 王子神社（八木ヶ谷）
  - 須賀神社 （神保）
  - 八幡神社（小室）
  - 安房神社（小野田）
  - 足尾神社（小野田）
  - 諏訪神社 (船橋市小野田)諏訪神社（小野田）
  - 天神社（小野田）
  - 神明神社（車方）
  - 鈴身神社（行々林）
  - 大六神社（行々林）
  - 稲荷神社（行々林）
  - 日枝神社（金堀）
  - 熊野神社（金堀）
  - 湯殿神社（楠ヶ山）
  - 大六天神社（楠ヶ山）
  - 神明神社（大穴）
  - 八王子神社（古和釜）
- 寺院
  - 長福寺（八木ヶ谷）
  - 西福寺（大神保）
  - 本覚寺（小室）
  - 光明寺（小野田）
  - 法井寺（車方）
  - 連蔵院（行々林）
  - 龍蔵院（行々林）
  - 阿弥陀寺（大穴）
  - 東光寺（古和釜）
  - 西光寺（坪井）
  - 安養寺（坪井）

## 観光

### 名所・遺跡
- 小野田城址（小野田）
- 八木が谷城址（八木が谷）
- 金堀城址（金堀）
- 楠ヶ山城址（楠ヶ山）
- 楠ヶ山館跡（楠ヶ山）
- 小穴城址（古和釜）
- 坪井城址（坪井）

### 文化財（旧豊富村内）
県の指定文化財
- 小室の獅子舞（無民）（小室町）

市指定文化財
- 石造自休大徳坐像（有彫）（古和釜町）
- 木造毘沙門天立像（有彫）（大神保町）
- 板碑 (弘安9年7月15日在銘)（有考）（大神保町）
- 神保ばやし（無民）（神保町）

## 産業
村々は山林と農地に囲まれ、商工を本業とする者は少なく、一般に農業に従事していた。

## 産物
主に梨、落花生、ぶどうの生産が盛んであった。

## 豊富村を舞台にした作品

### 民話
- 力持ち平右衛門（小室）
- 遁走（小室）
- 鎌倉道の草刈り（小室）
- 力くらべ（小室）
- 長兵衛山の小割り（小室）
- 質蔵で踊る獅子（小室）
- 狐の最後っ屁（神保新田）
- 胡瓜を嫌う天王様（神保新田）
- 吉橋兄弟の悲劇（楠ヶ山）
- ピッタ塚のいわれ（金堀）
- 牧の掟（古和釜）
- 坪井の雨降田（坪井）
- 有り難い乳清水（坪井）